# 橘家文蔵 (2代目)
二代目 橘家 文蔵（たちばなや ぶんぞう、1939年8月25日 - 2001年9月10日）は東京都文京区出身の落語家。本名：井白 清一。生前は落語協会所属。出囃子：『三下り鞨鼓』。
生前は二代目とは名乗っていないが、弟子の橘家文左衛門が「三代目橘家文蔵」として襲名したため、本項は二代目として記述する。

## 来歴
もともと噺家希望であったが、担任の友人の一人に正蔵の長屋の向かいにあった同潤会上野下アパートの住人がおり、担任に「向かいに正蔵が住んでいる」ことを教えたあと、進路指導の席で清一少年が進学せずに噺家を希望していることを伝えるや否や、友人の話を覚えていた担任は「職業決定」の判子を即時に押したという。
1955年3月に八代目林家正蔵に入門、高座名は名前の「清一」から「清→きよい→いきおい→勢い」と変化させて「勢蔵」となった。
1958年9月、三遊亭さん生と共に二ツ目昇進。
1968年9月に六代目柳亭燕路と共に真打昇進し、橘家文蔵に改名する。当時の正蔵は「正蔵」を初代林家三平に遠からず返す気持ちが強かった時期でもあり、兄弟子の五代目春風亭柳朝ともども「わきから貰って」きた亭号をつけていた。
1982年2月7日放送の笑点の師匠彦六追悼特集に弟弟子の林家枝二（後の七代目春風亭栄枝）、初代林家木久蔵（現：林家木久扇）、林家九蔵（現：三遊亭好楽）と共に出演する。しかし1990年頃から体調を崩し、その後は高座に上がる機会もめっきり減っていた。
2001年9月10日に心不全のため、死去。62歳没。弟子の橘家文左衛門（現：橘家文蔵（3代目）が9月下席から真打に昇進する直前であった。墓所は東京都中野区の光徳院。
2023年9月下席（21日～30日）で、弟子の橘家文蔵（3代目）の企画により、鈴本演芸場昼の部で「二代目橘家文蔵二十三回忌追善落語会」が行われた。また、興行期間中の24日夜には、渋谷ユーロスペースで「二代目橘家文蔵 二十三回忌追善落語会～文蔵組大落語会番外編～」が開催された（主催：三代目橘家文蔵組、共催：つながり寄席）。開演前には二代目の映像を上映、生前縁のあった仲間や後輩による座談会も催され、公演は配信もされた。

## 芸風・逸話
- 派手な存在ではなかったが、軽快でほのぼのとした観客にも分かりやすい語り口で、三味線の下座も得意とした。噺の分かりやすさは、のちの人間国宝である上方落語の三代目桂米朝も一目置くほどであったという[5]。
- 早い時期から学校を対象にした学校寄席に熱心で全国各地を飛び回るほど忙しく、定席に出るのは学校が夏休みの時ぐらいで、「文蔵が 楽屋にいれば 夏休み」という川柳が仲間内で作られるほどであった[6]。

- 朝鮮料理やカレーライスを好む一方で鶏肉は受け付けず、鎌倉での鎌倉落語会に正蔵と一緒に出演した際にレストランでカレーライスを食べることとなったが、そのカレーライスはチキンカレーであり、正蔵の手前では何も言わなかったが、正蔵が高座に上がっている間は「やっと我慢して流し込んだよ」などと文句ばかり言っていたエピソードがある[7]。
- 2001年9月10日に亡くなり、通夜は9月11日夜に行われて葬儀が翌12日に執り行われたが、その間にアメリカ同時多発テロ事件が発生し、葬儀では事件の話題で持ちきりになっていたという[8]。

## 芸歴
- 1955年3月∶八代目林家正蔵に入門、前座名「勢蔵」。
- 1958年9月∶二ツ目昇進。
- 1968年9月∶真打昇進、橘家文蔵に改名。
- 2001年9月∶死去。

## 弟子
- 林家正雀[6] - 彦六死後移籍
- 三代目桂藤兵衛 - 彦六死後移籍
- 三代目橘家文蔵[9]

### 系図
| （二代目）橘家文蔵† | （二代目）橘家文蔵† | （二代目）橘家文蔵† | （二代目）橘家文蔵† | （二代目）橘家文蔵† | （二代目）橘家文蔵† |  |  | 林家正雀       | 林家正雀       | 林家正雀       | 林家正雀       | 林家正雀       | 林家正雀       |  |  | 林家彦丸 | 林家彦丸 | 林家彦丸 | 林家彦丸 | 林家彦丸 | 林家彦丸 |
| （二代目）橘家文蔵† | （二代目）橘家文蔵† | （二代目）橘家文蔵† | （二代目）橘家文蔵† | （二代目）橘家文蔵† | （二代目）橘家文蔵† |  |  | 林家正雀       | 林家正雀       | 林家正雀       | 林家正雀       | 林家正雀       | 林家正雀       |  |  | 林家彦丸 | 林家彦丸 | 林家彦丸 | 林家彦丸 | 林家彦丸 | 林家彦丸 |
|                     |                     |                     |                     |                     |                     |  |  |                |                |                |                |                |                |  |  | 林家彦三 |          |          |          |          |          |
|                     |                     |                     |                     |                     |                     |  |  |                |                |                |                |                |                |  |  |          |          |          |          |          |          |
|                     |                     |                     |                     |                     |                     |  |  | 三代目桂藤兵衛 |                |                |                |                |                |  |  |          |          |          |          |          |          |
|                     |                     |                     |                     |                     |                     |  |  |                |                |                |                |                |                |  |  |          |          |          |          |          |          |
|                     |                     |                     |                     |                     |                     |  |  | 三代目橘家文蔵 | 三代目橘家文蔵 | 三代目橘家文蔵 | 三代目橘家文蔵 | 三代目橘家文蔵 | 三代目橘家文蔵 |  |  | 橘家文吾 | 橘家文吾 | 橘家文吾 | 橘家文吾 | 橘家文吾 | 橘家文吾 |
|                     |                     |                     |                     |                     |                     |  |  | 三代目橘家文蔵 | 三代目橘家文蔵 | 三代目橘家文蔵 | 三代目橘家文蔵 | 三代目橘家文蔵 | 三代目橘家文蔵 |  |  | 橘家文吾 | 橘家文吾 | 橘家文吾 | 橘家文吾 | 橘家文吾 | 橘家文吾 |
|                     |                     |                     |                     |                     |                     |  |  |                |                |                |                |                |                |  |  | 橘家文太 |          |          |          |          |          |
|                     |                     |                     |                     |                     |                     |  |  |                |                |                |                |                |                |  |  |          |          |          |          |          |          |

## 持ちネタ
よくやっていたネタに「ちきり伊勢屋」や「大仏餅」、また「三井の大黒」や「竹の水仙」、「ねずみ」などの左甚五郎もののネタを得意としていた。松本清張の「無宿人別帳」の中の一作「左の腕」を噺に改作したりもしていた。
このうち「竹の水仙」は、二つ目の勢蔵時代に東宝名人会の若手勉強会で演じた際に審査員の一人であった、正蔵の「天敵」である六代目三遊亭圓生に呼び止められ、勢蔵が小言を言われると思って圓生のもとに行ってみると、圓生から「お前さん、私に「竹の水仙」教えてくれよ。その代わり、私の「三井の大黒」を教えてあげます」と一種のネタ交換を持ちかけられ、勢蔵が圓生に「竹の水仙」を教えたあと、「テヘェ、私の方が「竹の水仙」、上手く演りますから」と言われた。また、「大仏餅」は古今亭志ん朝が圓朝没後100年にかけるネタに窮していた時に志ん朝に教えたことがあり、教え終わったあと志ん朝は文蔵に「お前さんみたいに俺もゆっくりしゃべってみたいな。そうするとどんな噺でも出来そうな気がするな」と言った。正雀によれば、志ん朝は教えてもらった「大仏餅」を郡山での独演会で演じたものの、それっきりで終わった「終わり初物」となった。とにかく持ちネタは多く、天敵同士であった正蔵、圓生両人の演目が頭に多く入っており、若手からの稽古志願には即応できるほどで、時には高座で「実演」することもあった。